# Heteromys
Heteromys es un género de roedores que pertenecen a la familia Heteromyidae. Agrupa a aproximadamente 8 especies nativas de América.

## Especies
Según Mammal Species of the World:
- subgénero Heteromys (Heteromys)
  - Heteromys anomalus
  - Heteromys australis
  - Heteromys desmarestianus
  - Heteromys gaumeri
  - Heteromys oasicus
  - Heteromys teleus
- subgénero Heteromys (Xylomys)
  - Heteromys nelsoni
- Heteromys oresterus

Según NCBI:
- Heteromys anomalus
- Heteromys australis
- Heteromys desmarestianus
- Heteromys gaumeri
- Heteromys goldmani[3]
- Heteromys nelsoni
- Heteromys nubicolens[4]
- Heteromys oresterus